# 603021 Galyateto
603021 Galyateto este o planetă minoră (asteroid) din centura de asteroizi. A fost descoperită pe 31 decembrie 2011 la Piszkéstetői Obszervatórium⁠(d) de . 
Obiectul prezintă o orbită caracterizată de o semiaxă mare de 2,2309250991172 UAi, o excentricitate de 0,052189629730973, o înclinație de 7,6917510068186 ° în raport cu ecliptica.